# Physalis angustiphysa
Physalis angustiphysa är en potatisväxtart som beskrevs av Umaldy Theodore Waterfall. Physalis angustiphysa ingår i släktet lyktörter, och familjen potatisväxter. Inga underarter finns listade i Catalogue of Life.